# Cyperus niigatensis
Cyperus niigatensis är en halvgräsart som beskrevs av Jisaburo Ohwi. Cyperus niigatensis ingår i släktet papyrusar, och familjen halvgräs. Inga underarter finns listade i Catalogue of Life.